# Lotus Flower
"Lotus Flower" és una cançó del grup anglès de rock alternatiu Radiohead, presentada com la cinquena pista de l'àlbum The King of Limbs (2011). La cançó fou presentada inicialment pel cantant Thom Yorke en un concert del seu projecte paral·lel Atoms for Peace però en una altra versió.
La cançó va rebre molt bones crítiques per part dels mitjans musicals i fou nominada a diversos premis musicals internacionals, destacant les nominacions als premis Grammy de 2012 en les categories de millor cançó rock i millor actuació rock. També va aparèixer en la llistes britànica i estatunidenca de senzills malgrat que no va ser llançada com a tal.
La seva estrena en directe es produí el 2 d'octubre de 2009 durant la gira d'Atoms for Peace, banda paral·lela a la qual formava part Thom Yorke. La primera vegada que la va interpretar Radiohead fou en el concert benèfic Radiohead for Haiti reatlizat el gener de 2010. Ambdues interpretacions es van realitzar només amb veu i una guitarra solista. Malgrat que no ha estat mai confirmat, aquesta i la majoria de cançons de The King of Limbs van ser enregistrades probablement en la casa de l'actriu Drew Barrymore, ja que en el llibret de l'àlbum apareix el seu nom en l'apartat d'agraïments.
El videoclip de la cançó fou presentat el 18 de febrer de 2011 en el canal oficial de la banda a YouTube, i mostra material visual en blanc i negre sobre Yorke ballant i cantant la cançó. Garth Jennings, membre de Hammer & Tongs, dirigí el videoclip mentre que Wayne McGregor s'encarregà de la coreografia. Rebé molt bones crítiques i fins i tot fou nominat en els premis Grammy.